# St. Antonius (Stocklarn)

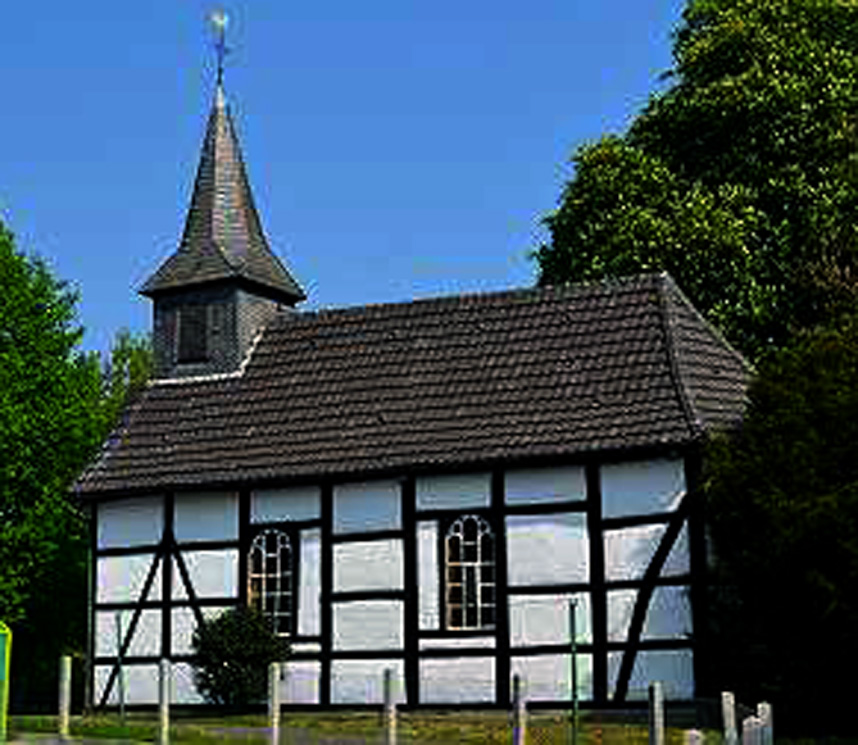
Kapelle St. Antonius

Die evangelische Kapelle St. Antonius ist ein denkmalgeschütztes Kirchengebäude in Stocklarn, einem Ortsteil von Welver im Kreis Soest (Nordrhein-Westfalen).

## Geschichte und Architektur
Stocklarn gehörte bis 1583 zu Oestinghausen und ist das letzte Dorf der Niederbörde, das evangelisch wurde. Ein Lohnherreninstitut hielt die Kapelle unabhängig. 
An Stelle eines vermuteten Vorgängerbaus wurde 1722 die Fachwerkkapelle mit einem dreiseitig geschlossenen Chor errichtet. Der Platz um die Kapelle diente bis 1882 als Friedhof. Sie ist 6 m breit, 13,5 m lang und misst 5 m in der Höhe bis zur Innendecke. Der Giebeldachreiter von 1742 wurde 1956 restauriert, gleichzeitig wurden die vier Fenster in die Westseite eingesetzt. Die Bodenschwelle wurde erneuert, und die Fachwerkwände auf der Süd- und Westseite wurden nach alter Bauweise mit Holznägeln und Verputz renoviert. Der Aufbahrungsraum im Fachwerkstil wurde 1964 eingerichtet. 1969 wurde die Kapelle mit dunklen Dachziegeln gedeckt, der Dachreiter wurde neu verschalt und verschiefert. Die Empore im Innenraum wurde durch eine zweite Holzsäule verstärkt.

## Ausstattung
- Das Altarretabel wurde in der zweiten Hälfte des 17. Jahrhunderts gemalt; es zeigt im zentralen Rundbild die Darstellung des Letzten Abendmahls. Es wird von den Einsetzungsworten flankiert.
- Die sechseckige Kanzel aus Holz ist mit 1695 bezeichnet, in den Füllungen befinden sich Bibelzitate.
- Die zwei Grabplatten aus Sandstein wurden im 18. Jahrhundert geschaffen.
- Die Glocke wurde im 16. Jahrhundert gegossen.